# Liste der Kulturdenkmale in Süderlügum
In der Liste der Kulturdenkmale in Süderlügum sind alle Kulturdenkmale der schleswig-holsteinischen Gemeinde Süderlügum (Kreis Nordfriesland) aufgelistet (Stand: 10. März 2025).

## Legende
In den Spalten befinden sich folgende Informationen:
- Objekt-ID: die Nummer des Kulturdenkmales
- Lage: die Adresse des Kulturdenkmales und die geographischen Koordinaten. Kartenansicht, um Koordinaten zu setzen. In der Kartenansicht sind Kulturdenkmale ohne Koordinaten mit einem roten Marker dargestellt und können in der Karte gesetzt werden. Kulturdenkmale ohne Bild sind mit einem blauen Marker gekennzeichnet, Kulturdenkmale mit Bild mit einem grünen Marker.
- Offizielle Bezeichnung: Bezeichnung des Kulturdenkmales
- Beschreibung: die Beschreibung des Kulturdenkmales
- Bild: ein Bild des Kulturdenkmales

## Sachgesamtheiten
| Objekt-ID      | Lage                                                      | Offizielle Bezeichnung | Beschreibung | Bild                             |
| -------------- | --------------------------------------------------------- | ---------------------- | --- | -------------------------------- |
| 40653 Wikidata | Hauptstraße 11, Hauptstraße (54° 52′ 22″ N, 8° 54′ 27″ O) | Kirche St. Marien      | Aktualisierung vorgesehen - Begründung: geschichtlich, künstlerisch, städtebaulich, Kulturlandschaft prägend - Schutzumfang: Kirche St. Marien mit Ausstattung, Glockenhaus, Kirchhof, Grabmale bis 1870, Südertor, Nordertor, Westertor, Kirchhofsumwallung (Hauptstraße); Pastorat (Hauptstraße 11) | weitere Fotos \| Fotos hochladen |

## Bauliche Anlagen
| Objekt-ID     | Lage                                                  | Offizielle Bezeichnung            | Beschreibung | Bild                             |
| ------------- | ----------------------------------------------------- | --------------------------------- | --- | -------------------------------- |
| 44000         | Bahnhofsweg 1 (54° 52′ 9″ N, 8° 53′ 43″ O)            | Wohn- und Wirtschaftsgebäude      | Wohn- und Wirtschaftsgebäude; 1911; eingeschossiger, traufständiger Backsteinbau unter reetgedecktem Schopfwalmdach, Wohnteil mit übergiebeltem Mittelrisalit und Portal mit Ziersäulen nach Norden - Begründung: geschichtlich, städtebaulich, Kulturlandschaft prägend - Schutzumfang: gesamtes Objekt - Denkmaltyp: Bauliche Anlage    | BW                               |
| 4007 Wikidata | Hauptstraße 5 (54° 52′ 13″ N, 8° 54′ 21″ O)           | Uthländisches Haus, erw.          | Alteintragung (Aktualisierung vorgesehen) - Begründung: Alteintragung (Aktualisierung vorgesehen) - Schutzumfang: Alteintragung (Aktualisierung vorgesehen) - Denkmaltyp: Bauliche Anlage | BW                               |
| 2826 Wikidata | Hauptstraße 29 (54° 52′ 34″ N, 8° 54′ 30″ O)          | Friesenhaus                       | Alteintragung (Aktualisierung vorgesehen) - Begründung: geschichtlich, städtebaulich - Schutzumfang: gesamtes Objekt - Denkmaltyp: Bauliche Anlage | BW                               |
| 5131 Wikidata | Hauptstraße (54° 52′ 22″ N, 8° 54′ 26″ O)             | Kirche St. Marien mit Ausstattung | Alteintragung (Aktualisierung vorgesehen) - Begründung: geschichtlich, künstlerisch, städtebaulich - Schutzumfang: Kirche St. Marien mit Ausstattung, Glockenhaus - Denkmaltyp: Bauliche Anlage, Sachgesamtheit: Kirche St. Marien | weitere Fotos \| Fotos hochladen |
| 5857          | Mittelweg 7 (54° 52′ 13″ N, 8° 54′ 35″ O)             | Uthländisches Haus                | Uthländisches Haus; 1840; eingeschossiger, winkelförmiger Backsteinbau unter reetgedecktem Schopfwalmdach, Wohnteil nach Osten mit südlichem Zwerchhaus und Nordflügel, kleiner Stallteil nach Westen - Begründung: geschichtlich, städtebaulich, Kulturlandschaft prägend - Schutzumfang: gesamtes Objekt - Denkmaltyp: Bauliche Anlage  | BW                               |
| 5859          | Osterstraße 8 (54° 52′ 10″ N, 8° 54′ 38″ O)           | Bauernhaus                        | Bauernhaus; 1852; backsteinernes Langhaus unter reetgedecktem Schopfwalmdach, nach Westen über dem Hauseingang zweiachsiges Zwerchhaus; umfriedeter Vorgartenbereich mit Hausbäumen - Begründung: geschichtlich, städtebaulich, Kulturlandschaft prägend - Schutzumfang: Bauernhaus, Vorgarten, Einfriedung - Denkmaltyp: Bauliche Anlage | BW                               |
| 44317         | Wimmersbüller Straße 30 (54° 52′ 29″ N, 8° 52′ 40″ O) | Bauernhaus                        | Bauernhaus; 1881; eingeschossiges, backsteinernes Langhaus mit Putzsockel und –lisenen unter schiefergedecktem Schopfwalmdach, Backsteinzierfriese, nach Süden übergiebelter Mittelrisalit, Garten mit altem Baumbestand - Begründung: geschichtlich, städtebaulich - Schutzumfang: Bauernhaus, Garten - Denkmaltyp: Bauliche Anlage      | BW                               |

## Gründenkmale
| Objekt-ID      | Lage                                      | Offizielle Bezeichnung | Beschreibung | Bild |
| -------------- | ----------------------------------------- | ---------------------- | --- | ---- |
| 19298 Wikidata | Hauptstraße (54° 52′ 23″ N, 8° 54′ 26″ O) | Kirchhof               | Alteintragung (Aktualisierung vorgesehen) - Begründung: geschichtlich, Kulturlandschaft prägend - Schutzumfang: Kirchhof, Grabmale bis 1870, Südertor, Nordertor, Westertor, Kirchhofsumwallung - Denkmaltyp: Gründenkmal, Sachgesamtheit: Kirche St. Marien | BW   |

## Quelle
- Liste der Kulturdenkmale in Schleswig-Holstein – Kreis Nordfriesland (PDF)

- Karte mit allen Koordinaten:
- OSM |
- WikiMap